# Trstěnice (Karlovy Vary)
Trstěnice (in tedesco Neudorf bei Plan o Neudorf II) è un comune della Repubblica Ceca facente parte del distretto di Cheb, nella regione di Karlovy Vary.

## Geografia fisica
I comuni limitrofi sono Skelné Hutě e Chodovská Huť ad ovest, Drmoul, Malá Hleďsebe, Usovice, Velká Hleďsebe, Klimentov, Horgassing, Mariánské Lázně e Stanoviste a nord, Chotenov e Holubin ad est e Zadní Chodov, Kyjov, Dolní Jadruž, Horní Jadruž, Svatá Anna e Chodová Planá a sud.

## Storia
Si ritiene che la città fu fondata intorno al 1100. La prima menzione scritta del villaggio risale al 1367. I registri ecclesiastici più antichi riguardo alla parrocchia di San Vito sono del 1384, che copriva una vasta area circostante.
Nel XVI secolo, la città era protestante; il ritorno del cattolicesimo si verificò solo nel 1624, con l'istituzione di un prete cattolico. Nel 1742 le truppe francesi marciarono attraverso il villaggio. Nel 1788 il comune era composto da 69 case. Nel 1895 il numero di abitazioni salì a 84. Il 1921 fu un anno molto significativo per il comune: infatti venne apportata la modifica in lingua ceca del suo nome, il quale, da Neudorf, fu cambiato dunque in Trstěnice.
Dopo l'accordo di Monaco di Baviera, il villaggio passò nel 1938 sotto l'amministrazione della Germania: appartenne alla Contea di Plan da allora al 1939 e, fino al 1945, alla contea di Tachau. Dopo la guerra, Trstěnice tornò alla Cecoslovacchia e gli abitanti tedeschi furono espulsi.
Nel 1945 venne ristabilito l'Okres di Plan, soppresso nel 1949, anno in cui il comune passò all'Okres di Marienbad, sciolto nel 1960.
Dal 1961 Horní Ves è frazione di Trstěnice, mentre il comune appartiene all'Okres di Cheb.

## Monumenti
- Chiesa barocca di San Vito, costruita negli anni 1774-1777, al posto di un precedente edificio medievale
- Granaio barocco del XVIII secolo
- Statua di San Giovanni Nepomuceno del 1868; la scultura fu rubata nel 1999 e non è più stata ritrovata
- Casino di caccia di Berchembogen; l'edificio in stile neogotico, situato a sud-est del paese, fu costruito da Hans Ernst Berchem-Haimhausen a Chodová Planá.

## Società

### Evoluzione demografica
| Anno        | 1884 | 1895 | 1930 | 1939 | 1984 | 2006 | 2011 |
| ----------- | ---- | ---- | ---- | ---- | ---- | ---- | ---- |
| Popolazione | 513  | 500  | 488  | 443  | 284  | 359  | 355  |

## Geografia antropica

### Frazioni
- Trstěnice (Neudorf)
- Horní Ves (Oberdorf)